# Tillabéri (regija)
Tillabéri je jedna od sedam regija u Nigeru. Glavni grad joj je Tillabéri po kojem je dobila i ime.

## Karakteristike
Regija Tillabéri nalazi se na zapadu Nigera, površina joj je 89.623 km² u njoj prema podacima iz 2011. godine živi 2.572.125 stanovnika, dok je prosječna gustoća naseljenosti 29 stanovnika na km².

## Administrativna podjela
Regija je podjeljena na šest Departmana:
- Filingue Departman
- Kollo Departman
- Ouallam Departman
- Say Departman
- Téra Departman
- Tillaberi Departman

## Granica
Tillabéri ima sljedeće granice, uključujući i državne granice:
- - Državna granica:
- Gao, Mali - sjever
- Oudalan, Burkina Faso - zapad
- Séno, Burkina Faso - zapad
- Yagha, Burkina Faso - jugozapad
- Komondjari, Burkina Faso - jugozapad
- Tapoa, Burkina Faso - jug
- Alibori, Benin - jugoistok

- - Regijska granica:
- Tahoua (regija) - sjeveroistok
- Dosso (regija) - istok